# Pierre du Jarric
Pierre Du Jarric (* 2. März 1566 in Toulouse; † 1617 in Saintes) war ein französischer Jesuit, Philosoph, Theologe und Historiker. Er wirkte in Toulouse und Bordeaux.

## Leben
Pierre du Jarric trat am 8. Dezember 1582 in die Gesellschaft Jesu ein und lehrte über viele Jahre Philosophie und Moraltheologie in Bordeaux. Obwohl er zu den Missionaren gehören wollte, wurde ihm sein Wunsch nicht erfüllt. Stattdessen widmete er sich der Aufgabe, in ihrem Auftrag zu schreiben. Das Ergebnis war die Histoire des choses plus memorables advenues tant ez Indes Orientales, que autres païs de la descouverte des Portugais (Geschichte der denkwürdigsten Dinge, geschehen sowohl in Ostindien als auch in anderen von den Portugiesen entdeckten Ländern), die in drei Teilen erschien: Der erste erschien 1608, der zweite 1610 und der dritte 1614.
Du Jarrics Werk liefert einen umfassenden Überblick zu den missionarischen Unternehmungen der Jesuiten bis 1610, hauptsächlich innerhalb der portugiesischen Interessenssphäre. Er enthält viele wertvolle Angaben zur Kolonialgeschichte, Geographie und Ethnographie, die spanischen und portugiesischen Berichten entnommen sind und aus den Werken von Pater Luis de Guzman (Historia de las Missiones que han hecho los religiosos de la Compañia de Jesús (Geschichte der Missionen der Ordensleute der Gesellschaft Jesu), Alcala 1601) und Pater Ferdinand Guerreiro (Relaçam Annual das Cousas que fizeram os Padres da Companhia de Jesus na India e Japão, Brazil, Angola, Cabo Verde, Guiné (Jahresbericht über die Aktivitäten der Patres der Gesellschaft Jesu in Indien und Japan, Brasilien, Angola, Kap Verde, Guinea)). Indem er den zweiten Teil König Ludwig XIII. widmete, hoffte Du Jarric, den französischen König zu ermutigen, die spanischen und portugiesischen Kolonisationbemühungen nachzuahmen. Sein Werk wurde häufig nachgedruckt und war weit verbreitet, insbesondere, nachdem es von Martino Martinez III gegen 1615 ins Lateinische übersetzt worden war. Du Jarric starb zwei Jahre später in Saintes.
Der britische Historiker Charles H. Payne erarbeitete eine von ihm ausführlich kommentierte Sammlung von Berichten zu den jesuitischen Missionen an den Hof des indischen Großmoguls Akbar. Er veröffentlichte sie unter dem Titel Akbar and the Jesuits (Akbar und die Jesuiten). Dabei wertete er auch das Geschichtswerk Du Jarrics aus und übersetzte es in Auszügen ins Englische. Aus dieser Zusammenstellung der von Jesuiten verfassten Schilderungen lässt sich – zusammen mit der grundlegenden Akbar-Biographie von Vincent Arthur Smith – ein umfassender Eindruck der Persönlichkeit und der Regierungsweise dieses mächtigen Herrschers gewinnen.
Seine französische Übersetzung des Werkes Das Paradies der Seele von Albertus Magnus (Le Paradis de l’âme ou Traicte des Vertus. Composé en latin par Albert le Grand) erschien 1616 in Bordeaux.

## Schriften
- Histoire des choses plus memorable advenues tant ez Indes Orientales […]. Bordeaux 1608–1614.
- Pierre du Jarric, S. J.: Akbar and the Jesuits. An account of the Jesuit missions to the court of Akbar. Translated with Introduction and Notes by C. H. Payne. Routledge, London 1926 (The Broadway Travellers), Digitalisat.